# تيم لوكاس
تيم لوكاس (بالإنجليزية: Tim Lucas)‏ هو لاعب كرة قدم أمريكية أمريكي، ولد في 3 أبريل 1961 في ستوكتون في الولايات المتحدة.